# البارد
البارد (به عربی: البارد) یک روستا در سوریه است که در ناحیه قلعه المضیق واقع شده‌است. البارد ۷۱۰ نفر جمعیت دارد.